# Kostas Mavridis

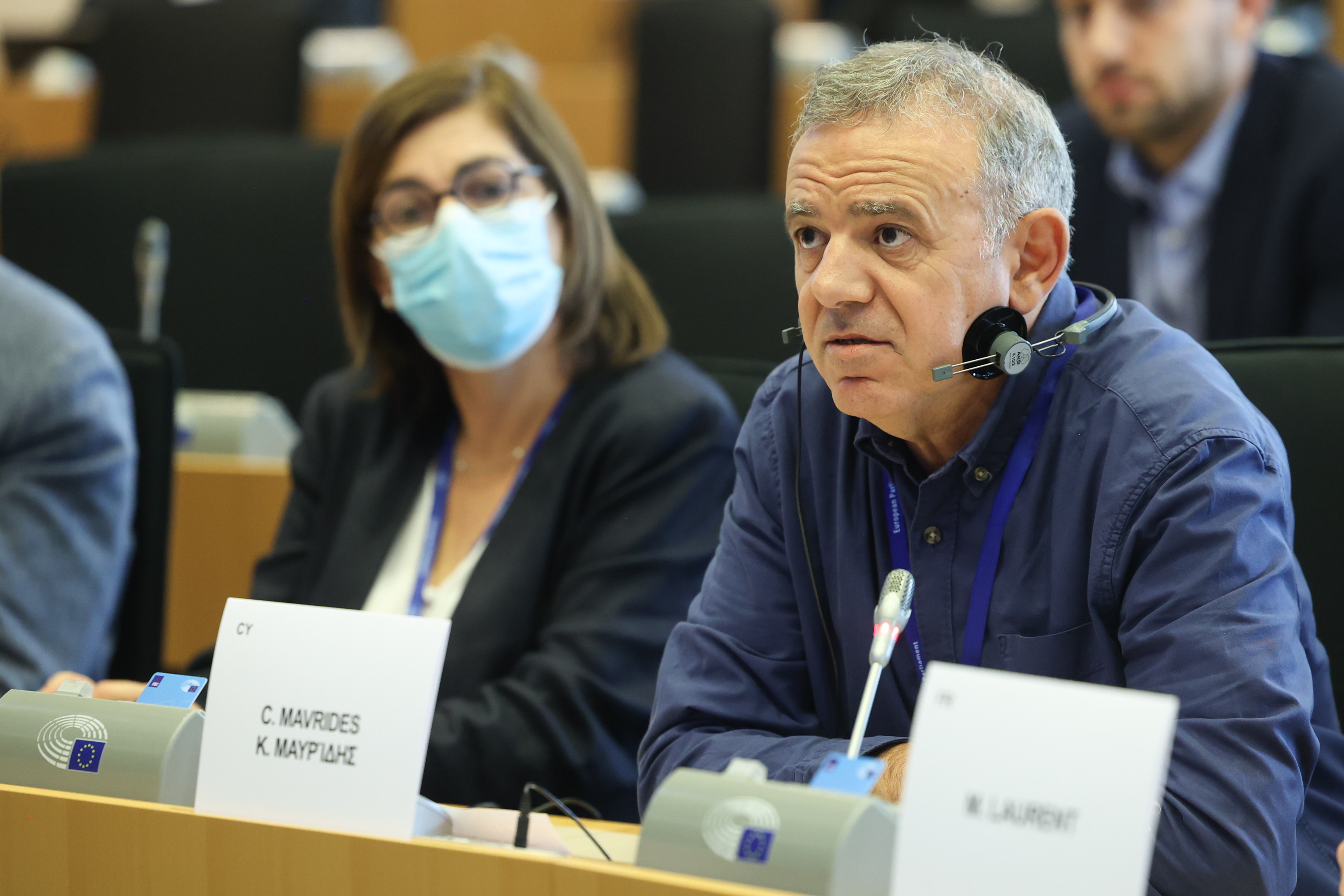
Mavridd im Ausschuss für Sicherheit und Verteidigung des Europäischen Parlaments (2024)

Kostas Mavridis, auch Costas Mavrides (griechisch Κώστας Μαυρίδης; * 27. Mai 1962 in Kato Dhikomo) ist ein zyprischer Politiker der Dimokratiko Komma (DIKO).

## Leben
Kostas Mavrides studierte Wirtschaftswissenschaften an der Rutgers University. Anschließend absolvierte er ein Aufbaustudium in Wirtschaft an derselben Universität. Danach erwarb er einen Doktortitel in Wirtschaftswissenschaften an der University of Houston.
Er unterrichtete an Universitäten in den USA und in Griechenland. In Zypern lehrte er an der Universität Zypern sowie an der Technischen Universität Zyperns. Darüber hinaus arbeitete er im Bereich Investmentmanagement und im Arbeits- und Sozialversicherungsministerium.
Im Jahr 2008 wurde er Mitglied des Exekutivbüros der Partei DIKO. Bei den Europawahlen 2014 wurde er als Europaabgeordneter der DIKO für die Legislaturperiode 2014–2019 gewählt. Er wurde erneut bei den Europawahlen 2019 sowie 2024 wiedergewählt. Er ist Mitglied der Fraktion der Fraktion der Progressiven Allianz der Sozialdemokraten im Europäischen Parlament.
Als Europaabgeordneter ist er Mitglied des Ausschusses für Wirtschaft und Währung des Europäischen Parlaments. Außerdem gehört er dem Ausschuss für internationalen Handel sowie der Delegation im Gemischten Parlamentarischen Ausschuss EU-Türkei.